# Десант на Дрвар (филм)
Десант на Дрвар је југословенски партизански филм из 1963. године. Радња филма заснована је на историјском догађају. Режирао га је Фадил Хаџић, а сценарио су писали Бора Ћосић и Фадил Хаџић.

## Радња
Почетком 1944. године Хитлер наређује своме генералу Рендулићу да у најкраћем року ликвидира Јосипа Броза Тита и устанички покрет у Југославији, који представља за Немце сталну опасност. Изненадни немачки десант на Дрвар није успео због храбрости бораца у завршној бици код Титове пећине, коју Немци желе да освоје по сваку цену.

## Улоге
| Глумац             | Улога                                                    |
| ------------------ | -------------------------------------------------------- |
| Љубиша Самарџић    | Милан                                                    |
| Павле Вујисић      | Васина                                                   |
| Макс Фуријан       | Генерал Лотар Рендулић                                   |
| Мата Милошевић     | пуковник Фарнбилер                                       |
| Марија Лојк        | Лепа                                                     |
| Дарко Татић        | хауптштурмфирер Рибкa                                    |
| Франек Трефалт     | Чарли, фоторепортер                                      |
| Раде Перковић      | Командант заштитног батаљона                             |
| Борис Стефановић   | Комесар                                                  |
| Вукан Диневски     | Рањеник који се панично боји авиона (као Вукан Диневски) |
| Димитар Костаров   | Командант дивизије                                       |
| Драган Оцокољић    | Рипкеов Ађутант                                          |
| Адам Ведерњак      | Кројач                                                   |
| Ксенија Чонић      | Лика                                                     |
| Јусуф Мусабеговић  | Немачки наредник                                         |
| Драгољуб Алексић   | партизан                                                 |
| Мухамед Чејван     | Брко                                                     |
| Михајло Бурмазовић |                                                          |
| Душанка Дивјак     | Скојевка                                                 |
| Зоран Ибисбеговић  |                                                          |
| Иво Јакшић         | Немачки официр                                           |
| Ранко Ковачевић    | Рањеник с тамбуром                                       |
| Душан Перковић     | Немачки командос                                         |
| Богдан Стабловић   |                                                          |
| Слободанка Трнинић | Омладинка која скида плахту                              |
| Владо Зељковић     | Сељак који долази у команду подручја по соли             |
| Звонко Јовчић      | Фон Штерн                                                |
| Адам Ведерњак      | Кројач                                                   |
| Ксенија Цонић      | Лика                                                     |

## Награде
Пула 63' - Диплома жирија за 'евокацију изванредно значајног догађаја из наше Револуције'; Новчана награда жирија Максу Фуријану за улогу генерала Рендулића.